# Karmiotissa FC
O Karmiotissa Pano Polemidia é um clube de futebol cipriota de Limassol, Chipre. A equipe compete no Campeonato Cipriota de Futebol .

## História
O clube foi fundado em 1979.